# Theobald II van Navarra
Theobald V (als graaf Champagne) / Theobald II (als koning Navarra) (1238 – Trapani, 4 december 1270) was een zoon van Theobald IV van Champagne en diens derde echtgenote Margaretha van Bourbon-Dampierre.
Theobald erfde in 1253 het koninkrijk Navarra en het graafschap Champagne en regeerde de eerste jaren onder regentschap van zijn moeder.
Hij stond sterk onder invloed van Lodewijk IX van Frankrijk, die hij als adviseur diende en die optrad als arbiter in de interne conflicten in Navarra en de buitenlandse betrekkingen behartigde.
Het grootste deel van zijn tijd bracht hij door in zijn graafschap en aan het Franse hof. In Navarra liet hij zich door een gouverneur vertegenwoordigen. Theobald trok met zijn schoonvader tijdens de Achtste Kruistocht op tegen Tunis, maar hij overleed op terugweg in Trapani.
Hij was in 1255 gehuwd met Isabella Capet (1242-1271), de dochter van Lodewijk IX maar had geen mannelijke erfgenamen. Zijn broer, Hendrik de Vette, volgde hem op.

## Voorouders
| Voorouders van Theobald II van Navarra (1238-1270) | Voorouders van Theobald II van Navarra (1238-1270)                                        | Voorouders van Theobald II van Navarra (1238-1270)                                        | Voorouders van Theobald II van Navarra (1238-1270)                                        | Voorouders van Theobald II van Navarra (1238-1270)                                        | Voorouders van Theobald II van Navarra (1238-1270)                                        | Voorouders van Theobald II van Navarra (1238-1270)                                        | Voorouders van Theobald II van Navarra (1238-1270)                                        | Voorouders van Theobald II van Navarra (1238-1270)                                        |
| -------------------------------------------------- | ----------------------------------------------------------------------------------------- | ----------------------------------------------------------------------------------------- | ----------------------------------------------------------------------------------------- | ----------------------------------------------------------------------------------------- | ----------------------------------------------------------------------------------------- | ----------------------------------------------------------------------------------------- | ----------------------------------------------------------------------------------------- | ----------------------------------------------------------------------------------------- |
| Overgrootouders                                    | Hendrik I van Champagne (1126-1181) ∞ Maria van Frankrijk (1145-1198)                     | Hendrik I van Champagne (1126-1181) ∞ Maria van Frankrijk (1145-1198)                     | Sancho VI van Navarra (1132-1194) ∞ Sancha van Castilië (1137-1179)                       | Sancho VI van Navarra (1132-1194) ∞ Sancha van Castilië (1137-1179)                       | Gwijde II van Dampierre (–1216) ∞ 1196 Mathilde I van Bourbon (1165-1228)                 | Gwijde II van Dampierre (–1216) ∞ 1196 Mathilde I van Bourbon (1165-1228)                 | Gwijde III van Forez (1152/1160-1204) ∞ Alix van Sully (1160-1222)                        | Gwijde III van Forez (1152/1160-1204) ∞ Alix van Sully (1160-1222)                        |
| Grootouders                                        | Theobald III van Champagne (1179-1201) ∞ Blanca van Navarra (1177-1229)                   | Theobald III van Champagne (1179-1201) ∞ Blanca van Navarra (1177-1229)                   | Theobald III van Champagne (1179-1201) ∞ Blanca van Navarra (1177-1229)                   | Theobald III van Champagne (1179-1201) ∞ Blanca van Navarra (1177-1229)                   | Archimbald VIII van Bourbon (11197-1242) ∞ 1235 Alix van Forez (-)                        | Archimbald VIII van Bourbon (11197-1242) ∞ 1235 Alix van Forez (-)                        | Archimbald VIII van Bourbon (11197-1242) ∞ 1235 Alix van Forez (-)                        | Archimbald VIII van Bourbon (11197-1242) ∞ 1235 Alix van Forez (-)                        |
| Ouders                                             | Theobald IV van Champagne (1201-1253) ∞ 1232 Margaretha van Bourbon-Dampierre (1211-1256) | Theobald IV van Champagne (1201-1253) ∞ 1232 Margaretha van Bourbon-Dampierre (1211-1256) | Theobald IV van Champagne (1201-1253) ∞ 1232 Margaretha van Bourbon-Dampierre (1211-1256) | Theobald IV van Champagne (1201-1253) ∞ 1232 Margaretha van Bourbon-Dampierre (1211-1256) | Theobald IV van Champagne (1201-1253) ∞ 1232 Margaretha van Bourbon-Dampierre (1211-1256) | Theobald IV van Champagne (1201-1253) ∞ 1232 Margaretha van Bourbon-Dampierre (1211-1256) | Theobald IV van Champagne (1201-1253) ∞ 1232 Margaretha van Bourbon-Dampierre (1211-1256) | Theobald IV van Champagne (1201-1253) ∞ 1232 Margaretha van Bourbon-Dampierre (1211-1256) |

- Bibliothèque nationale de France: cb16244771k (data)
- Gemeinsame Normdatei: 118893467
- International Standard Name Identifier: 0000 0000 0979 6771
- Système universitaire de documentation: 150036361
- Virtual International Authority File: 263213888